# Decima (motor de videojuego)
Decima es un motor de videojuego patentado creado por Guerrilla Games, lanzado en noviembre de 2013 incluye herramientas y características como inteligencia artificial, física de juego y herramientas lógicas, con recursos para crear mundos abiertos. Debe su nombre al puerto de Dejima. Es compatible con la resolución 4K e imágenes de alto rango dinámico utilizadas para juegos en PlayStation 4, PlayStation 5 y Microsoft Windows.

## Desarrollo
El primer juego desarrollado en Decima fue Killzone: Shadow Fall. En junio de 2015, Guerrilla Games anunció que Horizon Zero Dawn estaba usando el motor para su desarrollo. En agosto de 2015, se anunció que Until Dawn usaría el motor junto con la física de Havok. En diciembre de 2015, Until Dawn: Rush of Blood usó el motor junto con PlayStation VR. En junio de 2016, Hideo Kojima anunció la preparación para el juego independiente Death Stranding de Kojima Productions, inspeccionando dos motores candidatos, de los cuales el último se había utilizado para crear el primer teaser que se dio a conocer en la conferencia Electronic Entertainment Expo 2016. Después de recibir el Premio Industry Icon en The Game Awards 2016, Kojima estrenó un tráiler del juego con el logo del motor. En PlayStation Experience, Kojima había anunciado que se había asociado con Guerrilla Games, utilizando el motor para el desarrollo de 'Death Stranding'. 
Según la productora ejecutiva Angie Smets, los empleados de Guerrilla conocían originalmente a Decima simplemente como «el motor», ya que inicialmente no había planes para ofrecer públicamente esta tecnología a los desarrolladores de juegos fuera de la empresa. Sin embargo, la asociación recién forjada con Kojima Productions en 2016 significó que Guerrilla de repente tuvo que darle un nombre al motor con fines de mercadotecnia; luego optaron por nombrarla en honor a Dejima, la isla japonesa donde apareció un puesto comercial del Imperio neerlandés en el siglo XVII y que una vez simbolizó las fuertes relaciones comerciales entre Japón y los Países Bajos. Guerrilla utilizaría una versión mejorada de Decima en el desarrollo de su siguiente juego,Horizon Forbidden West, el cual se lanzaría en 2022 para PlayStation 4 y PlayStation 5 .
En el tga de 2022 se anunció el desarrollo de Death Stranding 2, que también utilizará el motor gráfico de Guerrilla.

## Juegos desarrollados
| Título                         | Año  | Desarrollador       | Plataformas                                   |
| ------------------------------ | ---- | ------------------- | --------------------------------------------- |
| Killzone: Shadow Fall          | 2013 | Guerrilla Games     | PlayStation 4                                 |
| Until Dawn                     | 2015 | Supermassive Games  | PlayStation 4                                 |
| Until Dawn: Rush of Blood      | 2016 | Supermassive Games  | PlayStation 4                                 |
| RIGS: Mechanized Combat League | 2016 | Guerrilla Cambridge | PlayStation 4                                 |
| Horizon Zero Dawn              | 2017 | Guerrilla Games     | PlayStation 4 Microsoft Windows               |
| Death Stranding                | 2019 | Kojima Productions  | PlayStation 4 Microsoft Windows PlayStation 5 |
| Horizon Forbidden West         | 2022 | Guerrilla Games     | PlayStation 4 PlayStation 5                   |
| Death Stranding 2              | 2025 | Kojima Productions  | PlayStation 5                                 |